# میرا سوروینو
میرا سوروینو (انگلیسی: Mira Sorvino؛ زادهٔ ۲۸ سپتامبر ۱۹۶۷) هنرپیشه آمریکایی است. وی از سال ۱۹۹۲ میلادی تاکنون مشغول فعالیت بوده‌است.

## گزیده فیلم‌شناسی
- مسابقه تلویزیونی (۱۹۹۴)
- آفرودیت توانا (۱۹۹۵)
- صورت آبی (۱۹۹۵)
- دختران زیبا (۱۹۹۶)
- تجدید دیدار دبیرستانی رومی و میشل (۱۹۹۷)
- لولو روی پل (۱۹۹۸)
- در نگاه اول (۱۹۹۹)
- تابستان سام (۱۹۹۹)
- در میان غریبه‌ها (۲۰۰۲)
- برش نهایی (۲۰۰۴)
- جاده رزرو (۲۰۰۷)
- حمله به لنینگراد (۲۰۰۹)
- تاج فرشته‌ها (۲۰۱۱)
- خواهران کامل (۲۰۱۴)
- افشا (۲۰۱۶)
- کره (۲۰۲۰)

## جوایز
- برنده جایزه اسکار بهترین بازیگر نقش مکمل زن برای فیلم آفرودیت توانا در سال ۱۹۹۵
- کاندیدای بفتای بهترین بازیگر نقش مکمل زن برای فیلم آفرودیت توانا در سال ۱۹۹۵